# サッポロチェルビーズ
サッポロチェルビーズ（アルファベット表記：Sapporo CERBIES）は、北海道札幌市を拠点に活動していた、女子フットサルクラブチーム。

## 概要
| ポジション | シャツ | パンツ | ストッキング |
| ---------- | ------ | ------ | ------------ |
| FP1st      | 白     | 紺     | 白           |
| FP2nd      | 水     | 白     | 水           |
| GK1st      | 赤     | 赤     | 赤           |
| GK2nd      | 桃     | 桃     | 紺           |

｢北海道でのさらなるフットサルの普及」を目的として、芸能事務所であるアップフロントエージェンシー（UFA、現・アップフロントプロモーション） 札幌支社が主導し札幌テレビ放送 (STV) ・STVラジオ・日刊スポーツが協力した「産地直送!女子フットサルチーム結成プロジェクト」により、2007年2月に結成された。
なお、芸能人女子フットサルチームではなく、ハロー!プロジェクト所属のユニットでもない。（但し、名誉キャプテンの里田まいがハロー!プロジェクトに所属していたメンバーであるというだけではなく、2007年9月以降ハロー!プロジェクトオフィシャルショップ札幌店において「チェルビーズ限定写真セット」「チェルビーズ応援グッズ」が販売されたりイベントが行われたりすることがあるほか、ハロー!プロジェクトのファンクラブの会報に活動が紹介されたりすることなどもあるため、無関係というわけではない。）
初代キャプテンは札幌出身でUFA所属の芸能人である、カントリー娘。の里田まい。里田は芸能人女子フットサルチームのGatas Brilhantes H.P.にも所属していて、背番号は双方で同じ11である。
2010年6月19日のサポーター交流イベントで里田まいの名誉キャプテン就任と2代目キャプテンとして辻田沙織の就任が発表された。2013年6月8日のイベントで3代目キャプテンとして秋谷麻衣の就任が発表された。
他のメンバーは一般公募で選ばれた。応募資格は、「16歳（または高校1年生）以上25歳以下で、札幌での練習に通えること、経験不問」だった。
なお、応募資格の年齢上限は25歳以下だったが、採用者は全員が里田と同い年か年下である。応募資格には芸能活動の有無の規定はなく（あえて不問とも明言していないが）、採用者はほとんどが一般人であるが、芸能活動的なものをしている者が若干名いる（#1 三好絵梨香・#3 伊藤沙菜・#8 辻田沙織・#18 大西暁子はUFA札幌支社所属。池田静香は退団後モデル事務所を経てアヌジックと契約。今野美里は退団後浅井企画と契約。庄内沙希は退団後大学卒業後にSTVラジオにランラン号キャスタードライバーとして所属）。
ただし、チェルビーズとしての芸能活動は無く、メディア出演は報道・取材などに限られている。
各回ノービスリーグ最終戦試合後、サポーターとメンバーが一つの輪になって、締め会が行われた。
特に2年目はDivision2優勝ということもあり、ノービスリーグの後援でもある北海道日刊スポーツの要望により、メンバーとサポーター一緒に記念撮影が行われた。
写真は、2008年12月15日付の北海道日刊スポーツに掲載された。
上記に加え、試合後は少しの時間だがメンバーと交流でき、プレゼントや手紙などは直接本人に渡したりすることができ、メンバーとサポーターの距離が近いのも、チェルビーズの魅力の1つである。
試合では、選手個人の横断幕も出されている。
現メンバー分は、全部揃うと6枚になる。沙菜が2枚、沙織、アキ、香菜美、暁子が各1枚。
チーム名はイタリア語で子鹿を意味するcerbiatto（チェルビアット）からきており、エゾシカをイメージしている。チームのロゴには小鹿があしらわれており、非公式に「チェルビー」と呼ばれている。なお、チームロゴにはチーム名ではなく「UP-FRONT SAPPORO FUTSAL CLUB」と書かれている。
2014年5月31日をもって、UFA札幌支社にての運営を終了する旨が発表された。
運営終了後も、チームとしては存続致し、レディースフットサルリーグ2014/第4回クレバーリーグにも参加。
2014/第4回クレバーリーグの終了をもって、チームは解散した。

## 戦績
2007年に新設された女子フットサルリーグ「Lady's Futsal Novice League」（レディース フットサル ノービス リーグ）に参加。北海道サッカー協会が主催・北海道フットサル連盟が主管。
2011年度よりリーグを、北海道女子フットサルリーグ、ノービスリーグ、クレバーリーグの3つに分けて開催。

2007年度の成績は、2勝3敗4分・勝点10で7位（参加10チーム）。

2008年度は、Division1（8チーム）とDivision2（8チーム）に分かれて、開催。（チェルビーズはDivision2）
2年目の成績は、9勝5分・勝点32で、Division2無敗優勝。

2009年度は、クレバークラスDivision1（8チーム）、クレバークラスDivision2（6チーム）、ノービスクラス（6チーム）に分かれて、開催。（チェルビーズはクレバークラスDivision1）
3年目の成績は、2勝8敗4分・勝点10で7位。

2010年度は、クレバークラスDivision1（8チーム）、クレバークラスDivision2（8チーム）、ノービスクラス（9チーム）に分かれて、開催。（チェルビーズはクレバークラスDivision2）
4年目の成績は、5勝8敗1分・勝点16で4位。

2011年度は、クレバーリーグに参加（1st・11チーム、2nd・12チーム）。
1stステージの成績は、5勝3敗2分・勝点17で4位。
2ndステージ成績は、4勝4敗3分・勝点15で7位。

2012年度は、クレバーリーグに参加（12チーム）。
2012年度の成績は、5勝4敗2分・勝点17で5位。

2013年度は、クレバーリーグに参加（12チーム）。
2013年度の成績は、7勝3敗1分・勝点22で5位。

2014年度は、クレバーリーグに参加（8チーム）。
2014年度の成績は、10勝3敗1分・勝点31で3位。

全成績（公開試合）は、161試合62勝65敗34分

### 大会結果
- 第1回Lady's Futsal Novice League　7位
- コンサドーレカップ2008レディース・ビギナーの部　3位
- 第1回旭川レディースフットサルhappy-cup　5位
- 第2回Lady's Futsal Novice League/Division2　優勝
- コンサドーレカップ2009レディース・ビギナーの部　予選敗退
- 第2回旭川レディースフットサルhappy-cup　準優勝
- サッポロ・イーワン・スタジアムオープニング記念「白い恋人杯」　優勝
- 第1回レディースフットサル ノービスチャレンジカップ　予選トーナメント1回戦敗退
- コンサドーレカップ2010レディース・ビギナーの部　予選敗退
- 第3回Lady's Futsal Novice League/クレバークラスDivision1　7位
- コンサドーレカップ2011レディース・オープンの部　予選敗退
- 第4回Lady's Futsal Novice League/クレバークラスDivision2　4位
- 第1回Lady's Futsal Clever League/1stステージ　4位
- 第1回Lady's Futsal Clever League/2ndステージ　7位
- レディースリーグカップ2012　予選敗退
- 第2回Lady's Futsal Clever League　5位
- 第3回Lady's Futsal Clever League　5位
- 第4回Lady's Futsal Clever League　3位

## 獲得タイトル
- 第2回レディースフットサルノービスリーグDivision2優勝
- サッポロ・イーワン・スタジアムオープニング記念「白い恋人杯」優勝

## メンバー

### チームスタッフ
- コーチ　堀井健仁（サッカークラブ『ベアフット北海道』副代表理事／U-12監督）/北村和弘
- 助監督　大年貴之（サッカークラブ『ベアフット北海道』代表理事／U‐15監督／スクールコーチ）
- 監督　大島昌充（北海道クラブユースサッカー連盟・副理事長）
- カメラマン　大橋泰之（フリー）

### チーム在籍者（選手）
ここでは公式サイトのメンバー紹介に倣って英字表記を併記したが、実際はひらがな・カタカナ表記のことが多く、STVの番組などではひらがなである。
なお、11番は永久欠番になっている。
- 15 秋谷麻衣 (AKI)：FP 1988年11月2日生　GOAL：73　キャプテン
- 17 原香菜美 (KANAMI)：FP 1991年10月14日生　GOAL：46　副キャプテン
- 3 伊藤沙菜 (SANA)：FP 1989年8月16日生　GOAL：3　チームリーダー
- 1 三好絵梨香(ERIKA）：FP　1984年11月8日生　GOAL：0
- 2 井原由里加 (YURIKA)：FP 1991年10月7日生　GOAL：9
- 4 吉田梨沙 (RISA)：FP 1989年7月14日生　GOAL：6
- 5 富樫早織 (TOGA)：FP / GK 1986年9月13日生　GOAL：3
- 7 佐藤南那 (NANA)：FP 1996年3月17日生　GOAL:0
- 8 辻田沙織 (SAORI)：FP 1986年1月16日生　GOAL：1
- 10 寺嶋美里 (MISATO)：FP 1989年11月8日生　GOAL:1
- 14 成田風樹 (FUKI)：FP 1994年9月14日生　GOAL：3
- 16 秋場優希 (YUKI)：FP 1992年4月20日生　GOAL:0
- 18 大西暁子 (AKIKO)：FP 1984年12月28日生　GOAL：0

注：GOAL数は公開試合での成績

### 退団者
- 6 及川夕依 (YUI) 1987年7月13日生　GOAL：0（2007年7月2日公式サイトにおいてチームからの離脱が発表された。）
- 1 池田静香 (SHIZUKA) 1987年9月4日生　GOAL：0（2007年12月16日退団）
- 16 池野里奈 (RINA) 1988年2月18日生　GOAL：2（2008年3月16日退団）
- 5 今野美里 (MISATO) 1987年4月22日生　GOAL：3（2008年7月13日退団）
- 10 室田千佳 (CHIKA) 1990年7月26日生　GOAL：6（2010年1月31日退団）
- 4 柴田果歩 (KAHO)1989年5月7日生　GOAL：2（2010年4月20日退団）
- 2 石橋美弥 (MIYA)1984年3月16日生　GOAL：11（2011年1月23日退団）
- 20 長森結 (YUI)1990年10月17日生　GOAL：0（2011年1月30日退団）
- 5 岩間祐菜 (YUNA)1992年9月9日生　GOAL:0（2011年1月退団/日付不明）
- 7 庄内沙希 (SAKI)1990年10月3日生　GOAL：0（2011年3月31日退団）
- 20 寺本真子 (MAKO)1993年8月30日生　GOAL:0（2011年12月28日退団）
- 11 里田まい (SATODA)：1984年3月29日生　GOAL：11（2012年3月31日退団）名誉キャプテン
- 19 山本桃子 (MOMOKO)：1992年10月3日生　GOAL：35（2012年3月31日退団）
- 12 藤本聖菜 (SENA):1990年12月5日生　GOAL：0（2012年12月9日退団）
- 9 中塚晴菜 (HARUNA)：1987年6月22日生　GOAL：14（2013年10月20日退団）
- 20 小川桃花 (MOMOKA)：1993年4月19日生　GOAL：2（2013年12月20日退団）
- 12 天野亜美 (MAANO)：1994年7月26日生　GOAL：3（2014年2月2日退団）

2014年5月31日の株式会社アップフロントエージェンシー札幌支社にての運営終了時点

## 略歴
- 2006年12月12日 - メンバー募集開始
- 2007年1月29日 - チーム名発表
- 2007年2月 - 結成。（日付不明）
- 2007年3月11日 - "Sapporo CERBIES First Test Match at STVスピカ"にて初対外試合（練習試合）。ベアフット北海道から2チームを迎え3チームで総当たり戦。2敗。
- 2007年3月29日 - 公式サイト開設。（里田の誕生日でもある）
- 2007年6月21日 - 『伊藤沙菜の激熱!チェルビーズレポート!!』配信開始
- 2007年6月24日 - ノービスリーグ開幕、初公式戦。ペレーダLFC相手に1-2で敗北。
- 2007年7月2日 - 及川夕依がチームを離脱。
- 2007年8月7日 - 新メンバー募集開始。
- 2007年9月16日 - サポーター交流イベントにて、秋谷麻衣・池野里奈の加入を発表。
- 2007年9月30日 - ノービスリーグ最下位R.O.H.戦で、公式戦初勝利。
- 2007年11月4日- Gatas Brilhantes H.P.と初対戦、2-3で惜敗。
- 2007年12月16日- 池田静香が退団
- 2007年12月25日- 公式HPにて、原香菜美・大西暁子の加入を発表。
- 2008年3月16日- 池野里奈が退団
- 2008年7月13日- 今野美里が退団
- 2008年8月13日- 公式HPにて、山本桃子の加入を発表。
- 2008年11月2日 - 2008年度ノービスリーグDivision2優勝
- 2008年12月14日- 藤本聖菜と秋谷麻衣、2008年度ノービスリーグDivision2 BEST5受賞
- 2010年1月31日- 室田千佳が退団
- 2010年4月20日- 柴田果歩が退団
- 2010年6月10日- 公式HPにて、長森結の加入を発表。
- 2010年6月19日- サポーター交流イベントにて、2代目キャプテンに辻田沙織の就任を発表と2ndユニフォームお披露目
- 2010年11月22日- 公式HPにて、寺本真子の加入を発表。
- 2010年11月30日- 公式HPにて、岩間祐菜の加入を発表。
- 2011年1月23日- 石橋美弥が退団
- 2011年1月30日- 長森結が退団
- 2011年1月- 岩間祐菜が退団（日付不明）
- 2011年3月31日- 庄内沙希が退団
- 2011年4月22日- 公式HPにて、井原由里加の加入を発表。
- 2011年5月27日- 公式HPにて、寺本真子の背番号を4番から20番に変更を発表。
- 2011年12月28日- 寺本真子が退団
- 2012年1月18日- 公式HPにて、小川桃花の加入を発表。
- 2012年2月12日- 2011-2012シーズン締め会にて、 三好絵梨香の加入を発表
- 2012年3月31日- 里田まい、山本桃子が退団
- 2012年4月26日- 公式HPにて、吉田梨沙の加入を発表。
- 2012年5月22日- 公式HPにて、富樫早織の加入を発表。
- 2012年12月9日- 藤本聖菜が退団
- 2013年4月15日- 公式HPにて、天野亜美の加入を発表。
- 2013年5月17日- 公式HPにて、秋場優希の加入を発表。
- 2013年5月18日- 公式HPにて、寺嶋美里の加入を発表
- 2013年5月19日- 公式HPにて、佐藤南那の加入を発表。
- 2013年6月8日- イベントにて、3代目キャプテンに秋谷麻衣、2代目副キャプテンに原香菜美、初代チームリーダーに伊藤沙菜の就任を発表。
- 2013年9月3日- 公式HPにて、成田風樹の加入を発表。
- 2013年10月20日- 中塚晴菜が退団
- 2013年12月20日- 小川桃花が退団
- 2014年2月2日- 天野亜美が退団
- 2014年5月1日- 公式HPにて、2014年5月31日をもって、株式会社アップフロントエージェンシー札幌支社にての運営を終了する旨を発表。

## 出演
個人の項目のある人物の芸能活動は各人の記事を参照。
- What's New?+Cute（STV） - 伊藤沙菜・辻田沙織・藤本聖菜（Cuteメンバーとして）
- 伊藤沙菜の激熱!チェルビーズレポート!!（Dohhh UP!） - 伊藤沙菜
- 里田まいのふわふわmignon（UHB）- 里田まい・伊藤沙菜・辻田沙織・大西暁子